# 10 tháng 10
Ngày 10 tháng 10 là ngày thứ 283 (284 trong năm nhuận) trong lịch Gregory. Còn 82 ngày trong năm. 

## Sự kiện
- 732 – Trận Tours: Charles Martel cùng các chiến binh người Frank đánh bại quân đội al-Andalus gần Tours và Poitiers, ngăn chặn lực lượng Hồi giáo khuếch trương tại Tây Âu.
- 1010 – Nhà Lý dời đô về Thăng Long.
- 1846 – Nhà thiên văn học người Anh William Lassell phát hiện vệ tinh lớn nhất của sao Hải Vương là Triton.
- 1911 – Cách mạng Tân Hợi bắt đầu với Khởi nghĩa Vũ Xương, dẫn đến sự sụp đổ của nhà Thanh.
- 1919 – Trung Hoa Cách mệnh Đảng được Tôn Trung Sơn cải tổ thành Trung Quốc Quốc dân Đảng tại Thượng Hải
- 1928 – Tưởng Giới Thạch nhậm chức ủy viên trưởng ủy ban quân sự chính phủ quốc dân, trở thành lãnh đạo trên thực tế của chính phủ Trung Hoa Dân Quốc.
- 1934 – Hồng quân công nông Trung Quốc tiến hành cuộc vạn lý trường chinh.
- 1954 – Quân đội Nhân dân Việt Nam tiến vào tiếp quản Hà Nội từ tay người Pháp sau Chiến tranh Đông Dương.
- 1964 – Lễ khai mạc Thế vận hội Mùa hè 1964 được cử hành tại Tokyo, Nhật Bản.
- 1982 – Maximilian Kolbe, linh mục tình nguyện chết thay cho người khác tại Trại tập trung Auschwitz ở Ba Lan, được Giáo hội Công giáo Rôma phong thánh.
- 2010 – Đại lễ 1000 năm Thăng Long – Hà Nội được tổ chức nhằm kỷ niệm 1.000 năm Lý Thái Tổ ban chiếu dời đô từ Hoa Lư về thành Đại La và đổi tên thành Thăng Long.
- 2010 – Quốc gia tự trị Antille thuộc Hà Lan giải thể.
- 2014 – Chuyển động 24h chính thức phát sóng trên Đài Truyền hình Việt Nam.
- 2022 – Thủ tướng Chính phủ đã ban hành Quyết định số 505/QĐ-TTg về Ngày Chuyển đổi số quốc gia, lấy ngày 10 tháng 10 hằng năm là Ngày Chuyển đổi số quốc gia.
- 2022 - Kênh truyền hình VTV Cần Thơ chính thức lên sóng thử nghiệm

## Sinh
- 1837 – Lưu Vĩnh Phúc, Thủ lĩnh quân Cờ Đen (m. 1917)
- 1911 – Lê Đức Thọ, chính khách và nhà ngoại giao người Việt Nam đoạt giải Nobel Hòa bình năm 1973 (nhưng từ chối nhận giải) (m. 1990)
- 1917 – Kim Ngọc, nguyên Bí thư Tỉnh ủy tỉnh Vĩnh Phú, ông được mệnh danh là "cha đẻ của khoán hộ" hay còn gọi là khoán mười, "cha đẻ của đổi mới" trong nông nghiệp ở Việt Nam (m. 1979)
- 1957 – Takahashi Rumiko, mangaka người Nhật Bản
- 1958 – Tanya Tucker, ca sĩ Mỹ
- 1963 – Mai Diễm Phương, ca sĩ, diễn viên người Hồng Kông (m. 2003)
- 1967 – Gavin Newsom
- 1982 – Yasser Al-Qahtani, cầu thủ bóng đá Ả Rập Saudi
- 1984 – Huỳnh Quang Thanh, cầu thủ bóng đá Việt Nam
- 1986 - Lưu Sướng, diễn viên, người mẫu người Trung Quốc
- 1991 — Xherdan Shaqiri, cầu thủ bóng đá người Thụy Sĩ
- 1994 – Bae Suzy, ca sĩ và diễn viên người Hàn Quốc

## Mất
- 1427 – Liễu Thăng, tướng nhà Minh bị nghĩa quân Lam Sơn chém đầu tại ải Chi Lăng.
- 1810 – Lê Ngọc Bình, công chúa con vua Lê Hiển Tông, chánh thất của vua Cảnh Thịnh, sau là thứ phi của vua Gia Long (s. 1785).
- 1916 – Antonio Sant'Elia, kiến trúc sư người Ý (m. 30/4/1888)
- 1947 – Nguyễn Văn Sâm, nhà báo và chính khách Việt Nam
- 1926 – Joan Sutherland, ca sĩ opera người Úc
- 2012 – Nhạc sĩ Trần Trịnh
- 2019 - Trang Sĩ Tấn, Chuẩn tướng Cảnh sát Quốc gia Việt Nam Cộng hòa

## Lễ và ngày kỷ niệm
- 1010 – Đại lễ Thăng Long - Hà Nội
- 1911 – Ngày song thập – Ngày Quốc khánh Trung Hoa Dân Quốc
- 1945 – Ngày truyền thống Luật sư Việt Nam
- 1952 – Ngày truyền thống ngành Xuất bản, In và Phát hành sách Việt Nam
- 1954 – Ngày Giải phóng Thủ đô Hà Nội - Việt Nam
- 2022 – Ngày Chuyển đổi số quốc gia (Việt Nam), diễn ra hàng năm, bắt đầu từ năm 2022.